# Saurita hemiphaea
Saurita hemiphaea är en fjärilsart som beskrevs av Paul Dognin 1909. Saurita hemiphaea ingår i släktet Saurita och familjen björnspinnare. Inga underarter finns listade.